# Trapped (serie televisiva)
Trapped (Ófærð), è una serie televisiva islandese trasmessa dal 2015 dall'emittente pubblica RÚV. In Italia la serie è pubblicata da TIMvision a partire dal 5 febbraio 2018.

## Trama
Poco dopo l'arrivo di un traghetto internazionale nel porto locale, nei pressi della cittadina di Siglufjörður, viene ritrovato un cadavere mutilato. La comunità ne è sconvolta e le indagini della polizia si complicano dopo la morte del principale sospettato, mentre una tormenta blocca tutte le vie d'accesso alla città.

## Episodi
| Stagione         | Episodi | Prima TV Islanda | Pubblicazione Italia |
| ---------------- | ------- | ---------------- | -------------------- |
| Prima stagione   | 10      | 2015-2016        | 2018                 |
| Seconda stagione | 10      | 2019             | 2019                 |
| Terza stagione   | 8       | 2021             | 2022                 |

## Personaggi e interpreti
- Andri, interpretato da Ólafur Darri Ólafsson, doppiato da Alberto Bognanni.
- Hinrika, interpretata da Ilmur Kristjánsdóttir, doppiata da Tatiana Dessi.
- Ásgeir, interpretato da Ingvar Eggert Sigurðsson, doppiato da Dario Oppido.
- Trausti, interpretato da Björn Hlynur Haraldsson, doppiato da Angelo Maggi (stagioni 1-2) e da Stefano Santerini (stagione 3).
- Agnes, interpretata da Nína Dögg Filippusdóttir, doppiata da Alessandra Korompay.
- Carlsen, interpretato da Bjarne Henriksen, doppiato da Gianni Giuliano.
- Hjörtur, interpretato da Baltasar Breki Samper, doppiato da Manuel Meli.
- Perla, interpretata da Júlia Guðrún Lovisa Henje, doppiata da Ilaria Pellicone.
- Þórhildur, interpretata da Hanna María Karlsdóttir, doppiata da Lorenza Biella.
- Þórhildur Jr., interpretata da Elva María Birgisdóttir, doppiata da Chiara Fabiano (stagione 1) e da Emanuela Ionica (stagione 2).

## Produzione
Il quotidiano DV nel 2015 l'ha indicata come la serie televisiva più costosa mai realizzata in Islanda, stimando un costo complessivo di circa un miliardo di corone islandesi, pari a oltre sei milioni e mezzo di euro, mentre le produzioni più onerose islandesi si aggirano solitamente tra i cento e i duecento milioni di corone. Per 75 milioni di corone è stata finanziata dal programma Creative Europe dell'Unione europea.
Prodotta da RVK Studios in collaborazione con ZDF e DR, è stata ideata da Baltasar Kormákur. È scritta da Jóhann Ævar Grímsson, Ólafur Egilsson, Clive Bradley e Sigurjón Kjartansson, che ricopre i panni di showrunner, mentre tra i registi figurano anche Baldvin Zophoníasson, Óskar Thór Axelsson e Börkur Sigþórsson. Il cast vede tra i protagonisti Ólafur Darri Ólafsson, Ilmur Kristjánsdóttir, Ingvar E. Sigurðsson e Bjarne Henriksen.
La colonna sonora è curata da Jóhann Jóhannsson, già vincitore di un Golden Globe e nominato agli Oscar per La teoria del tutto.
Nel settembre 2016 è stata rinnovata per una seconda stagione di dieci episodi, andata in onda nel 2019. La serie è stata rinnovata per una terza stagione.
Dopo alcune riprese effettuate nei dintorni di Reykjavík sul finire del 2014, la serie è stata girata principalmente nel villaggio di Siglufjörður, nell'estremo nord islandese, tra i mesi di gennaio e maggio 2015.

Altre vedute di Siglufjörður
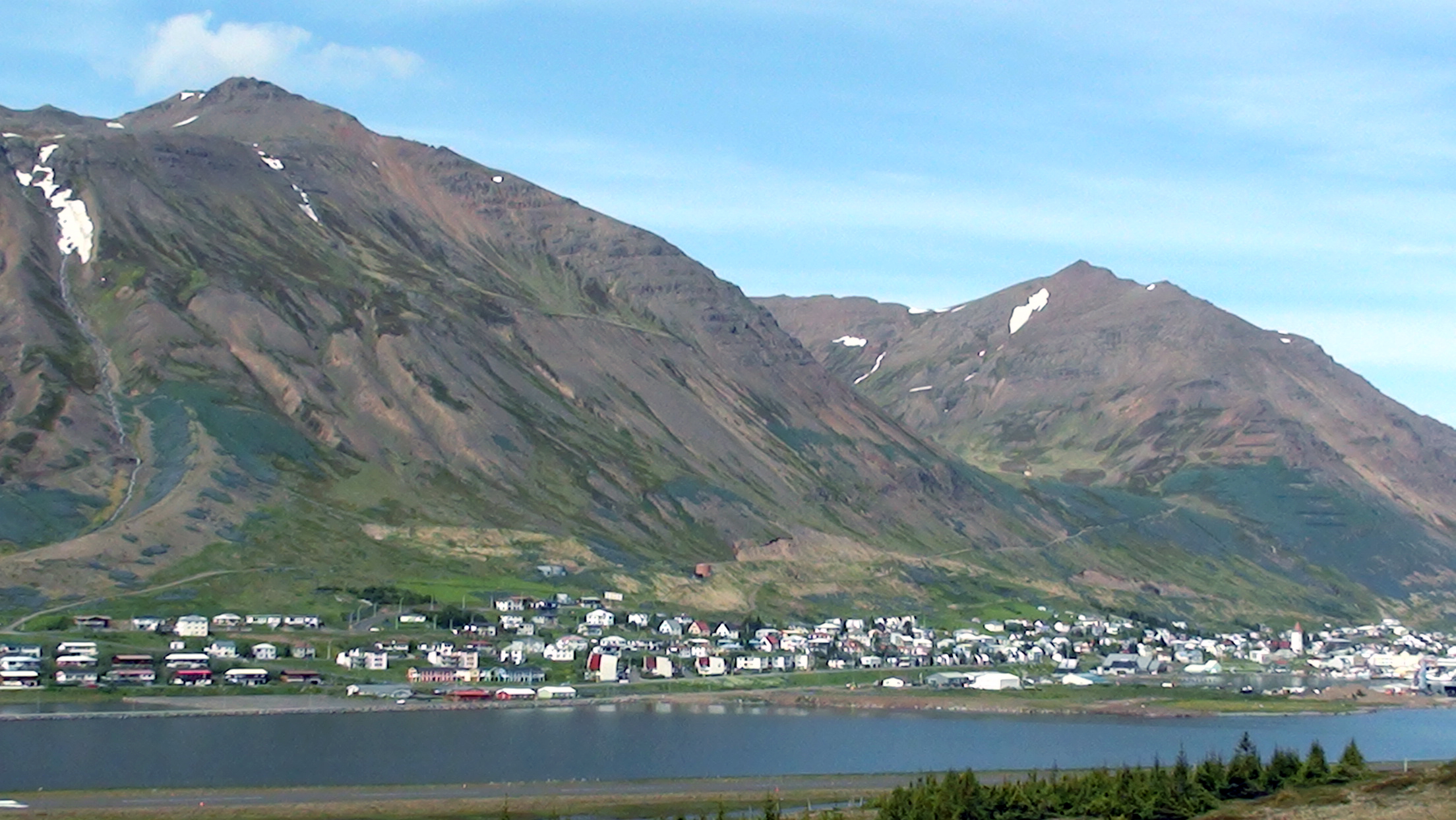
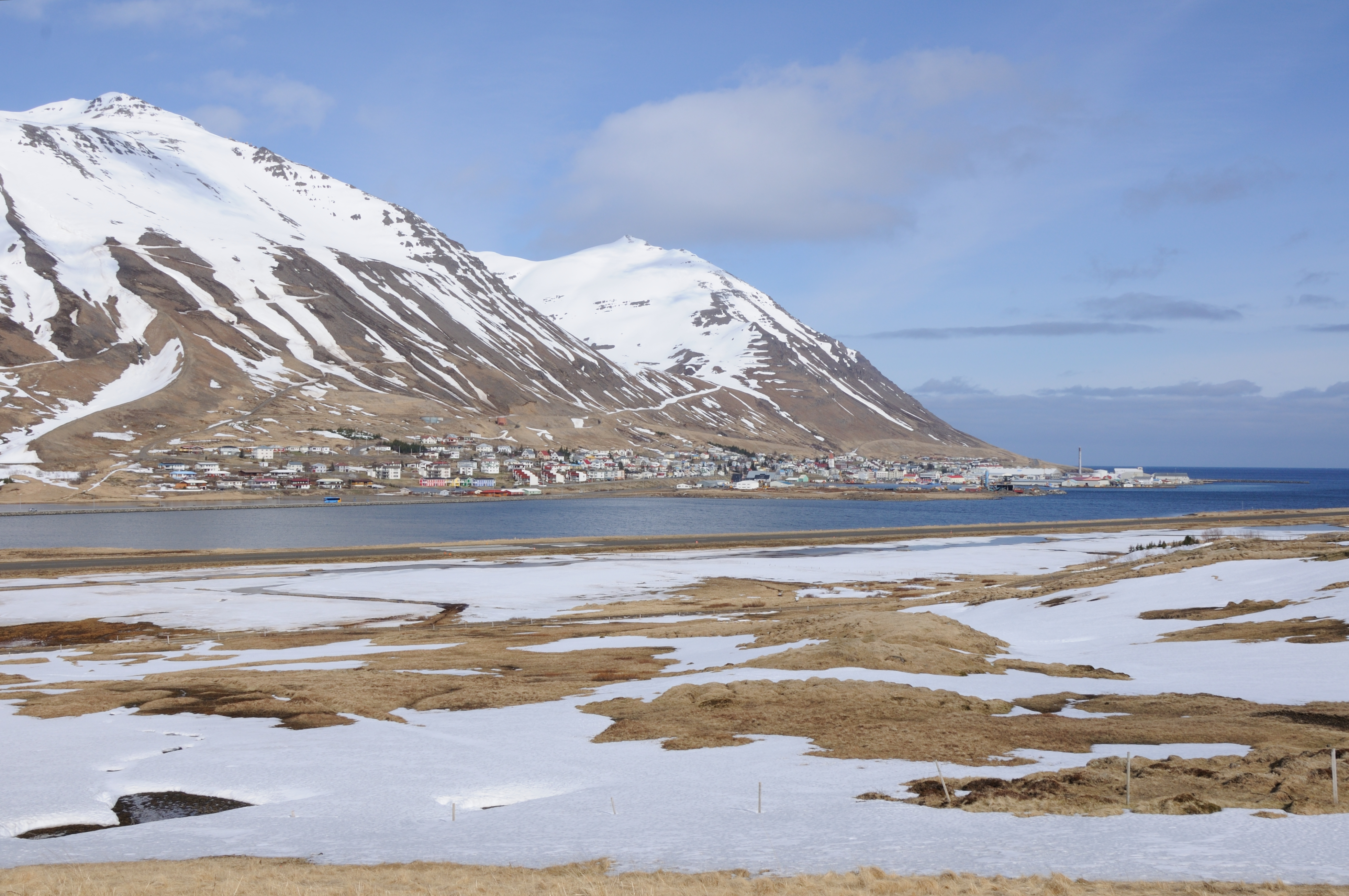
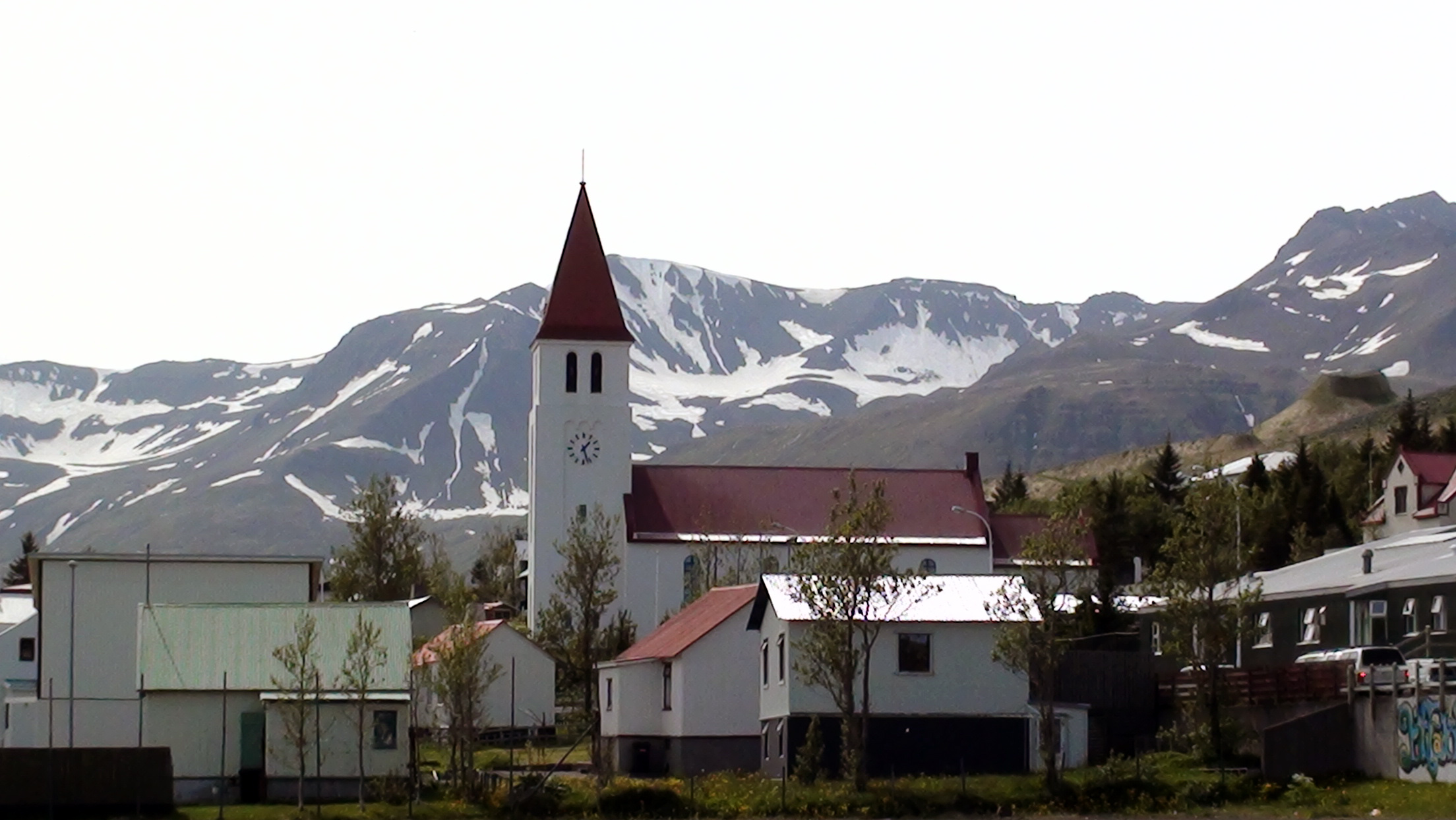

## Distribuzione
In Islanda viene trasmessa dal 27 dicembre 2015 dall'emittente pubblica RÚV. I diritti di trasmissione sono stati venduti in diversi paesi; in Germania sono stati acquistati dalla ZDF, in Francia da France Télévisions e nel Regno Unito dalla BBC, che l'ha trasmessa dal 13 febbraio 2016 su BBC Four. In Italia, la serie viene pubblicata su TIMvision dal 5 febbraio 2018.
Il 20 settembre 2015 il primo episodio è stato presentato in anteprima al Toronto International Film Festival.